# Grčarske Ravne

Lega kraja v Atlasu okolja

Grčarske Ravne so naselje v Občini Ribnica.